# Seeschlacht bei Sinope
Oltenița – Achalziche – Başgedikler – Sinope – Cetate – Silistra – Nigojeti – Tscholok – Odessa – Kurekdere – Petropawlowsk-Kamtschatski – Alma – Sewastopol – Bomarsund – Balaklawa – Inkerman – Jewpatorija – Taganrog – Çorğun – Kars – Tschernaja – Malakow – Kinburn – Pariser Frieden
Die Seeschlacht bei Sinope fand am 30. November 1853 bei der nordtürkischen Hafenstadt Sinope statt. In ihr vernichtete die Flotte des Russischen Kaiserreiches die vor Anker liegenden osmanischen Schiffe. Häufig wird diese Schlacht als die letzte große Schlacht der klassischen Segelschiffe betrachtet sowie als die erste große Schlacht des Krimkrieges (1853–1856).

## Vernichtung der osmanischen Flotte
Kleinere Seekämpfe zwischen den Russen und dem Osmanischen Reich fanden bereits seit Wochen statt, so dass die Osmanen mehrere Schwadronen ins Schwarze Meer entsandten, die sich bei Sinope versammelten, darunter auch ägyptische Schiffe. Die Russen, angeführt vom Admiral Pawel Nachimow, kamen in der Formation von zwei Linien mit je drei Kampfschiffen nach Sinope und griffen die türkischen Linien an. Die Schlacht dauerte zwei Stunden. Die Russen benutzten zerstörerische „Bombenkanonen“ von Paixhans, um die türkische Flotte zu vernichten. Sie verschossen zum ersten Mal in der Seekriegsgeschichte Sprenggranaten. Mehrere Schiffe explodierten, andere fingen Feuer und wurden vom Wind auf die Felsen getrieben. Auch die Küstenbatterien wurden von russischen Kriegsschiffen zerstört. Auf türkischer Seite überstand einzig die mit 12 Kanonen ausgestattete Taif die Gefechte. Sie konnte nach Konstantinopel entkommen. Der kommandierende türkische Vizeadmiral Osman Pascha wurde verwundet, geriet in russische Gefangenschaft und wurde nach Sewastopol gebracht.

## Eingesetzte Einheiten

### Russland
| Vizeadmiral Nachimows Flotte | Vizeadmiral Nachimows Flotte | Vizeadmiral Nachimows Flotte | Vizeadmiral Nachimows Flotte | Vizeadmiral Nachimows Flotte | Vizeadmiral Nachimows Flotte | Vizeadmiral Nachimows Flotte     |
| Schiff                       | Geschütze                    | Kommandant                   | Verluste                     | Verluste                     | Verluste                     | Anmerkungen                      |
| Schiff                       | Geschütze                    | Kommandant                   | getötet                      | verwundet                    | Insgesamt                    | Anmerkungen                      |
| ---------------------------- | ---------------------------- | ---------------------------- | ---------------------------- | ---------------------------- | ---------------------------- | -------------------------------- |
| Veliky Kniaz' Constantin     | 120                          |                              | 8                            | 26                           | 34                           |                                  |
| Parizh                       | 120                          |                              | 1                            | 16                           | 17                           |                                  |
| Tri Swjatitelja              | 120                          |                              | 8                            | 18                           | 26                           |                                  |
| Imperatriza Marija           | 84                           |                              | 16                           | 39                           | 55                           | Flaggschiff von Admiral Nachimow |
| Rostislaw                    | 84                           |                              | 3                            | 105                          | 108                          |                                  |
| Tschesma                     | 84                           |                              | 0                            | 4                            | 4                            |                                  |
| Kulevichik                   | 60                           |                              | 0                            | 0                            | 0                            |                                  |
| Kagul                        | 44                           |                              | 0                            | 0                            | 0                            |                                  |
| Krym                         | 4                            |                              |                              |                              |                              | Dampfer                          |
| Odessa                       | 4                            |                              |                              |                              |                              | Dampfer                          |
| Khersones                    | 4                            |                              |                              |                              |                              | Dampfer                          |

### Osmanisches Reich
| Vizeadmiral Osman Pashas Flotte | Vizeadmiral Osman Pashas Flotte | Vizeadmiral Osman Pashas Flotte | Vizeadmiral Osman Pashas Flotte | Vizeadmiral Osman Pashas Flotte | Vizeadmiral Osman Pashas Flotte | Vizeadmiral Osman Pashas Flotte         |
| Schiff                          | Geschütze                       | Kommandant                      | Verluste                        | Verluste                        | Verluste                        | Anmerkungen                             |
| Schiff                          | Geschütze                       | Kommandant                      | getötet                         | verwundet                       | Insgesamt                       | Anmerkungen                             |
| ------------------------------- | ------------------------------- | ------------------------------- | ------------------------------- | ------------------------------- | ------------------------------- | --------------------------------------- |
| Nizamiye                        | 62                              |                                 |                                 |                                 |                                 | Flaggschiff von Osman Pasha, gestrandet |
| Nesim-i Zafer                   | 60                              |                                 |                                 |                                 |                                 | gestrandet                              |
| Navek-i Bahri                   | 58                              |                                 |                                 |                                 |                                 | explodiert                              |
| Damiat                          | 56                              |                                 |                                 |                                 |                                 | ägyptisches Schiff, gestrandet          |
| Kaid-i Zafer                    | 54                              |                                 |                                 |                                 |                                 | gestrandet                              |
| Avnullah                        | 44                              |                                 |                                 |                                 |                                 | gestrandet                              |
| Fazililah                       | 44                              |                                 |                                 |                                 |                                 | gestrandet                              |
| Necm-i Fesan                    | 24                              |                                 |                                 |                                 |                                 | gestrandet                              |
| Feyz-i Mabud                    | 24                              |                                 |                                 |                                 |                                 | gestrandet                              |
| Guh-i Sefid                     | 22                              |                                 |                                 |                                 |                                 | explodiert                              |
| Taif                            | 12                              |                                 |                                 |                                 |                                 | Dampfer                                 |
| Eregli                          | 10                              |                                 |                                 |                                 |                                 | Dampfer                                 |

## Folgen
Die Schlacht bei Sinope lieferte Großbritannien und Frankreich den Grund, Russland wenige Monate später den Krieg zu erklären, um das in Zerfall begriffene Osmanische Reich zu unterstützen.